# سيد احمد الحسين

## ميلاده
```
ولد الاستاذ سيد احمد الحسين في الركابية بشمال 
السودان
 وليست حى الركابية 
بامدرمان
، ولد من اسرة متدينة وبين شيوخ من أهل العلم والقرآن في المنطقة ولهم بصماتهم في محو امية، كانت نشأته منذ مولده نشأة دينية وهو الابن البكر لوالده الشيخ الحسين سيداحمد الذي رزقه اياه الله من زوجته الثالثة وجاء ميلاده بعد إنتظار طويل بحساب ذلك الزمن ولذلك مثل قدومه فرحة كبيرة لأسرته خاصة وانه جاء بعد انتظار ولهفة وكانت الفرحة كبيرة بقدومه مما اثر ذلك في تربيته في المستقبل مما وجده من اهتمام اثر في تشكيل شخصيته.
```

## تعليمه
درس الحقوق في جامعة القاهرة فرع الخرطوم، وتلقى تعليمه الأولي والاعدادي والثانوي في الازهر الشريف.

## مناصب تقلدها
- محامي وعمل بالمحاماة وعمل مستشار لعدد من الشركات الاجنبية بالخرطوم
- نائبا برلماني في العام 1986 عن منطقة كريمة بالإقليم الشمالي
- وزير الخارجية الاسبق
- وزير الداخلية الاسبق

## من تاريخه السياسى
في 30 يونيو 1989 تاريخ انقلاب الجبهة الإسلامية بقيادة عمر البشير تم اعتقاله وو وحكم عليه بالإعدام امام المحاكم العسكرية قبل تخفيض الحكم الي السجن ثم أطلق سراحه وعاد يمارس عمله السياسي واشترك في مؤتمر المرجعيات الذي عقد بالقاهرة في أبريل 2004 م وانتخب اميناً عاما للحزب.
عرف الحسين بأنه من أصلب قيادات الحزب الاتحادي الديمقراطي الذي يتزعمه محمد عثمان الميرغني، وأكثرهم عزيمة وشكيمة، صاحب مواقف مبدئية، لا يؤمن بنظرية أنصاف الحلول، وصاحب يد نظيفة وممدودة باتجاه الوطن على الدوام.

## من اقواله
- السودان - الآن- بلد بترولي وغني، ما هو السبب في ان لا يكون التعليم ميسرا للجميع، ولا تكون الصحة متوفرة، ولا تكون الخدمات في يد كل انسان، ما الذي يجعل الكهرباء «دفع مقدم» إذا لم تدفع لا يستطيع ابنك التلميذ مذاكرة دروسه، السودان الآن بلد غني، لكن هذا الغني مسخر لفئة محدودة، وهي المؤتمر الوطني، فالمؤتمر الوطني ينعم بخيرات السودان، وأبناء الشعب ما لاقين لا تعليم ولا صحة ولا غيره، هذا الوضع جعل أبناء السودان يفكرون في حقوقهم، دارفور عايزة حقها والشرق عايز حقه، وهكذا.[1]
- درست بخلوة الشيخ أحمد صالح فضل بمنطقة «مورة» بالولاية الشمالية، وكان النظام المتبع هو إنزال كل طالب قرآن بمنزل أسرة معينة من المنازل المحيطة بالخلوة ويسمى المنزلة»، ويكون أهل هذا المنزل قائمون على أمر إطعام هذا الصبي أو الطفل متعلم القرآن حيث يتناول وجباته معهم، وهكذا تسير الأمور بتلقائية روحية ولا تحتاج الخلوة لميزانية مادية، فقط ألواح ومدواة وشيخ، فجميع أهل المنطقة كانوا يرعون قراء القرآن ويعتبرون أنهم مسؤولون عنهم، فطالب القرآن كان مقدساً ويسعى الجميع لمساعدته دون مقابل مادي في ذلك الزمن الجميل من أربعينيات وخمسينيات القرن الماضي.[2]
- السودان وطن متعدد الأعراق والأديان..هذا باختصار باعتراف الجميع، في الحكومة وفي المعارضة.. ومثل هذا الوطن يا أخي لا يحكم بإرادة أغلبية، والديمقراطية فيه لتتم عملية تداول السلطة لا لتحدد بأغلبيتها الناخبة شكل الحكم أو نظام الحكم أو توجه الحكم أو القوانين العامة التي يتحاكم أمامها الناس والتي تنظم علاقات المواطنة، أي علاقات الوطن بالمواطن.. والمواطن بالوطن. فوطن تحدد فيه الأغلبية توجه الدولة؛ وهي أغلبية متحركة نشأت بفعل التفاعل والتعايش في تسامح؛ لابد ان تشعر أقليته بالحرمان وبالتالي بدرجة مواطنة أقل[3]

## قالو عنه بعد مماته
- الأستاذ سيدأحمد سليل أسرة دينية من قرية الركابية حوالي 60 كلم شمال مدينة كريمة.. حيث يوجد قبر غلام الله بن عابد الركابي.. حفظ سيد أحمد القرآن في صباه الباكر، في الخلوة. تدرج في الحزب الاتحادي الديمقراطي، حتى أصبح في فترة الديمقراطية، عضوا بالبرلمان نائبا عن الدائرة 53 ريفي كريمة، ووزيرا للداخلية. يتصف سيدأحمد الحسين بالكرم والشجاعة، وهما من أبرز صفاته، حيث ظل منزله بالخرطوم 2 مفتوحا للضيوف، بل خصص نصف منزله للضيوف بشكل ثابت، وتقوم أسرته على إطعامهم وإكرامهم على مدار اليوم، وظل هذا حاله منذ عقود متتالية وإلى اليوم. أما صفة الشجاعة، فهي لا تقل وضوحا في سيرته ومسيرته الطويلة، وقد تعدت صفة الشجاعة لتختلط بالمبدئية، في قضايا الحراك السياسي المتقلبة المتغيرة، لتحرمه هذه الخلطة من مساحات المرونة التي يحتاجها القائد السياسي، وهذا يشير إلى استقامته على منهج تعاطي واحد، مهما كان التقويم، ومهما كانت الأحوال. وهو بهذا يتصف بالصمود، والصلابة، وقد دفع ثمن هذا المنهج في علاقاته داخل الحزب، وفي علاقاته خارج الحزب، سيما مع حكومة الإنقاذ، والحزب الذي جاءت منه (الجبهة الإسلامية القومية).. قد لا نتفق مع الراحل الكبير في إضفاء المبدئية على منهج التعاطي السياسي المتغير، ولكن الشاهد في مقام الرحيل، هو، التذكير باستقامته على منهجه الذي يرى بصوابه، وشجاعته في مواجهة خصومه كما يراهم وفق تقييمه. كان الراحل يشبه القادة من الرعيل الأول في تعامله مع مقتضيات مكانته الاجتماعية، فكانت طريقته في ذلك، تصدر عن فطرة وسجية، لا تسلقا أو تزلفا أو تكلفا. وبموته اليوم، سيخيم اليتم وسط عشرات الأسر والأفراد، ممن كان موئلهم وعائلهم وأبوهم الراحل الكبير عليه الرحمة. ومما لا شك فيه، أن الكرم (وهو صفة مطلقة يتصف بها الخالق ذو الجود والكرم) يرفع صاحبه الدرجات العلى، فاللقمة في جوف الجائع، أكبر في الميزان من جبل أحد، وهو من أبرز قادة ورموز المجتمع الذين داوموا على إطعام الطعام ليل نهار، صيفا وشتاء، لا تنطفيء ناره عليه من الله الرحمة والرضوان

محمد خير عوض الله
- وفاة الحسين خسارة كبيرة للحزب، والوطن، وفقدا للسياسة، عاش الحسين عمره وفيًا لمبادئه النبيلة، ومناضلاً في سبيل حماية أمته، وقضى عمره أميناً لحزبه العظيم، وقد وجدت فيه وأشقائه خير سند في أوقات شديدة الصعوبة، كان من رموز الحركة الوطنية السودانية، ومن أعلام السياسة والقانون، كما كان مؤمنا بوطنه مخلصا لحزبه وفيا لقيادته، قيادات الحزب ولجانه داخل السودان وخارجه ينعون إلى الأمة السودانية- عامة- وجماهير الحزب الاتحادي الديمقراطي- خاصة- فقيد الوطن والحزب الأستاذ سيد أحمد الحسين.

مولانا محمد عثمان الميرغنى